# مايك أفيري
مايك أفيري (بالإنجليزية: Mike Avery)‏ هو لاعب كرة قدم أمريكي، ولد في 19 سبتمبر 1968 في سان خوسيه في الولايات المتحدة. لعب مع Indiana Invaders ‏.